# يوسف شلال
يوسف شلال ممثل ومدبلج ومصور مصري.

## أعماله

### المسلسلات
- مسلسل الدم والنار - مصور
- مسلسل بوابة الحلواني ج2 - مصور
- مسلسل بوابة الحلواني ج1 - مصور

### في السينما
فيلم حدث في كفر الطناشي - مصور

## روابط خارجية
- يوسف شلال على موقع قاعدة بيانات الأفلام العربية